# Григорий Богослов
Григорий Богослов или Григорий Назиански (на латински: Gregorius Nazianzenus) e християнски светец, нарежда се сред най-заслужилите от отците на църквата, близък съратник на много църковни прелати и Василий Велики.
Григорий е син на епископа на град Назианз, от 362 година е презвитер, от 372 година – епископ на град Сасим. Председателства Втория вселенски събор през 381 година. Автор на „Слова за богословите“, духовни стихове и множество послания. Един от създателите на учението за богочовешката природа на Иисус Христос. Оказва огромно влияние на следващите църковни писатели. Паметта му се почита на 25 януари (7 февруари).

## Образование
Първоначално той учи у дома с чичо си Свети Амфилохий. По-късно учи в Назианз (където баща му Григорий е епископ), Кападокия, Александрия и Атина. Докато е в Атина, установява близко приятелство със Свети Василий Велики, а също се запознава и с Юлиан, който по-късно става император Юлиан Отстъпник. Докато завършва образованието си, Григорий учи за кратко риторика в Атина.

## Служба
През 361 година Григорий се връща в Назианз и е ръкоположен за презвитер (старейшина или свещеник). Той прекарва време в пустинята заедно с Василий в аскетизъм, но по-късно се връща, за да се грижи за християнските общини в Назиан. Василий по-късно го прави епископ на Сасим. През 378 година Антиохийският събор кани Григорий да стане архиепископ на Константинопол, където предишният архиепископ е починал неотдавна. Григорий приема със съгласието на Василий. По същото време има много ариани и аполинарии в града, срещу които скоро свиква Втори Вселенски събор през 381 година. През 379 година, в нощта преди Великден тълпа от въоръжени еретици внезапно нахлуват в църквата по време на литургия, раняват Григорий и убиват другия епископ.

## Богословие и служби
В своята теология Григорий защитава доктрината за Светата Троица, включвайки Иисус Христос и Свети Дух. Той изтъква, че Иисус не престава да е Бог, когато става човек, нито че губи божествената си природа, когато взима човешка природа. Освен това Григорий твърди, че Христос е напълно човек, с човешка душа.

## Успение
След смъртта на Свети Григорий е погребан в Назиан. Неговите мощи са пренесени в Константинопол през 950 година в църквата на Светите Апостоли. Част от мощите му са взети от кръстоносците по време на Четвърти кръстоносен поход и отнесени в Рим. На 27 ноември 2004 година те са върнати (заедно с мощите на Свети Йоан Златоуст) в Истанбул от папа Йоан Павел II (макар че Ватикана задържа малка част от тях). Тези мощи сега се съхраняват в Патриаршеската катедрала „Свети Георги“ в квартала „Фенер“.
Мощите на Григорий Богослов се пазят в църквата "Св. Григорий Богослов" в Неа Карвали на 8 км от Кавала, Гърция.

## Храмове в България, посветени на Григорий Богослов
В България има няколко храма, посветени на Григорий Богослов.
В село Григориево, община Елин Пелин, се намира енорийската черква „Григорий Богослов“. В рамките на Софийска епархия на Българската православна църква има и още един храм, посветен на Григорий Богослов – параклисът в двора на ВУЗФ.
В град Търговище има също параклис, посветен на Григорий Богослов. Храмът принадлежи на Варнеската и Великопреславска епархия на БПЦ.
В обезлюденото село Будилци бившата енорийска черква е посветена на Григорий Богослов. Храмът принадлежи на Неврокопска епархия на БПЦ. Черквата не е действаща.
Една от скалните черкви в Карлуково е посветена на Григорий Богослов. Храмът е от XIV век, днес не е действащ.